# Postsekularyzm
Postsekularyzm – dziedzina zajmująca się badaniem relacji między religią a nowoczesną filozofią, kulturą i społeczeństwem. 
Myśl postsekularna jest multidyscyplinarna, znajduje się na pograniczu wielu dziedzin takich jak filozofia, kulturoznawstwo, politologia, religioznawstwo, socjologia, teologia czy nawet teoria literatury.   
Formalnie myśl postsekularną można podzielić na premodernistyczną (nowoczesność zasłoniła istotę religii), modernistyczną (nowoczesność ujawniła istotę religii) oraz postmodernistyczną (nowoczesność odsłaniając jednocześnie zasłoniła istotę religii). W większości opracowań premoderniści jako odrzucający w ten czy inny sposób nowoczesny projekt, nie uchodzą za postsekularystów. Takie odrzucenie wynika ze zdefiniowania postsekularyzmu jako perspektywy w której nowoczesność jest dana jako problem do rozwiązania, a nie do zniszczenia. Faktycznie jednak niewielu teoretyków przyznaje się do zarzucanego premodernizmu, przekonując o własnym postmodernizmie. Tak postępuje na przykład najbardziej licząca się grupa tego nurtu, to znaczy Radykalna Ortodoksja.

## Historia
Jako pierwszy terminem tym posłużył się Franz Rosenzweig, sama perspektywa postsekularna była również silnie obecna w Szkole frankfurckiej, w szczególności u Waltera Benjamina, którego Tezy o historii przez część komentatorów określane są jako tekst założycielski dla myśli postsekularnej. Te pierwsze próby postsekularne polegały na pokazaniu jak bardzo rzekomo świecka filozofia uwikłana jest w mit oraz teologię. Choć w XX wieku nie brakowało teoretyków o podobnych poglądach to sam termin powraca na filozoficzne salony dopiero wraz z tekstami napisanymi po atakach z 11 września przez byłego frankfurtczyka Jürgena Habermasa. 
Na terenie socjologii pionierskie prace dotyczące krytyki powiązania rozwoju społeczeństw wraz z ich stopniowym zeświecczeniem przeprowadzali w latach 60. i 70. XX wieku Thomas Luckmann oraz Peter L. Berger. Pokazali między innymi, że gdy badania przeprowadzać nie w kontekście zinstytucjonalizowanej religii, tylko definiując religię nieco szerzej, okazuje się, że wcale nie mamy do czynienia z jej zanikaniem w społeczeństwach Zachodu.

## Prądy
Myśl postsekularną można podzielić, na wykluczające się podejścia czy strategię. 
Tym samym, wyostrzając sam podział, mamy dwie grupy:
1. teoretycy i teoretyczki religijni;
2. teoretycy i teoretyczki społeczni.

Pierwsza grupa będzie starała się bronić religii wobec oświeceniowych zarzutów o heteronomię oraz postmodernistycznych o absolutyzm. Innymi słowy będzie próbowała udowodnić czy pokazać racjonalność religii, nie definiując wcale, jak to często czyniono, racjonalności na swój sposób, ale pokazując, że w ramach oświeceniowego pojęcia racjonalności jest również, a może przede wszystkim, miejsce także dla religii. W ramach tej grupy pracują tacy filozofowie jak Charles Taylor, Gianni Vattimo, Jean-Luc Marion, Emanuel Levinas. 
Druga grupa będzie starała się pokazać, że religię należy obronić przed nią samą, że istotą religii jest zrezygnowanie z jakiś transcendentnych czy metafizycznych roszczeń i wprzęgnięcie tego (tak poddanego immanentyzacji) dyskursu do pracy społecznej. Tę grupę zasilą głównie nazwiska lewicowo zaangażowanych teoretyków, jak Alain Badiou, Slavoj Žižek, czy katolik Terry Eagleton, ale także mniej zaangażowani, ale ateistyczni Jacques Derrida czy Jean-Luc Nancy.
Wątki myślenia postsekularnego obecne są także w studiach genderowych i literackich, czego dowodem są teksty najważniejszych współczesnych feministek, jak Judith Butler, Lucy Irigaray, Monique Wittig, Julija Krystewa czy Hélène Cixous, poświęcone tej problematyce.

## Postsekularyzm w Polsce
Pierwszym środowiskiem mocno zaangażowaniem w popularyzację myśli postsekularnej była Krytyka Polityczna. Wydawnictwo Krytyki Politycznej wespół z krakowskich Ha!artem  wydało fundamentalną dla tej problematyki książkę Alana Badiou Święty Paweł. Ustanowienie uniwersalizmu potem także postsekularne teksty Žižka czy Gillesa Kepela. Środowisko to także we współpracy z Pracownią Pytań Granicznych Uniwersytetu im. Adama Mickiewicza w Poznaniu organizowało w latach 2008-2009 Projekt Agamben związany z postacią jednego z najbardziej wpływowych żyjących filozofów.
W roku akademickim 2011/2012 Wydział Filozoficzny Uniwersytetu Papieskiego w Krakowie otwiera pierwsze studia w Polsce poświęcone myśli postsekularnej.